# Phalacrotophora indiana
Phalacrotophora indiana är en tvåvingeart som beskrevs av Colyer 1961. Phalacrotophora indiana ingår i släktet Phalacrotophora och familjen puckelflugor. Inga underarter finns listade i Catalogue of Life.